# Ruby (Alaska)
Pour les articles homonymes, voir Ruby (homonymie).
Ruby est un village athabascan d'Alaska (États-Unis) situé dans la région de recensement de Yukon-Koyukuk. le long du fleuve Yukon, à 300 km à l'ouest de Fairbanks. En 2010, il comprend 166 habitants. 

## Histoire
La ville est en territoire athabascan peuplé de nomades qui établissent leur campement en fonction des ressources. Au début du XXe siècle, le peuplement par des colons blancs modifie profondément la région. 
Des pépites sont découvertes en 1906 dans le Ruby Creek, ce qui amène les prospecteurs sur le site. C'est la Ruée vers l'or, et la ville de Ruby est fondée en 1911, centre du ravitaillement et des fournitures pour les mineurs.

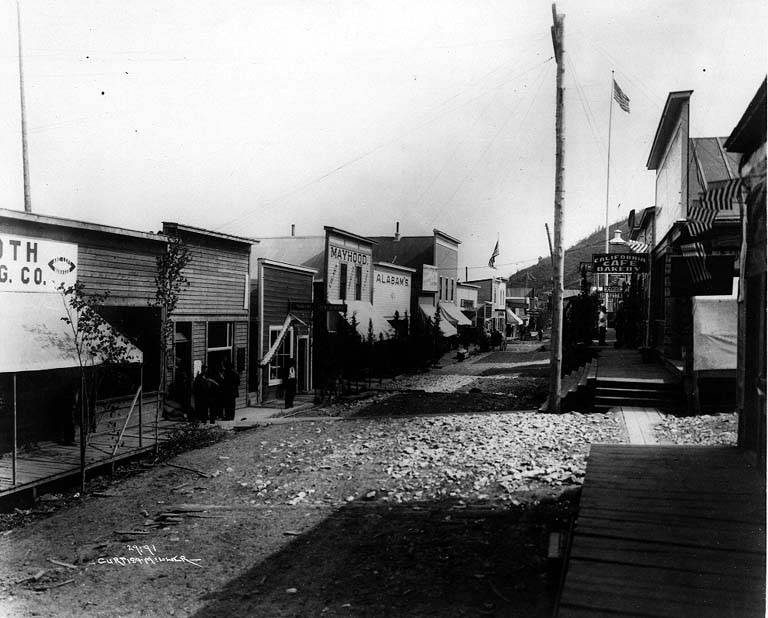
Rue principale de Ruby en 1916

Un bureau de poste est établi en 1912, et Ruby s'incorpore comme municipalité en 1913. À sa création, la ville est autogérée par des assemblée de mineurs, puis plus tard par l'Igloo des pionniers no 5 Nowitna-Koyukuk (Pioneer Igloo Number 5).
À son maximum de population, il y a presque 3 000 habitants. Mais dès 1918, la population de la ville se met à décliner. De nombreux hommes quittent les lieux pour aller se battre en Europe à cause de la Première Guerre mondiale. Une partie des hommes d'affaires et de leur famille périssent dans le naufrage du SS Princess Sophia, le 25 octobre 1918, près de Juneau.
En 1929 un incendie détruit la majeure partie du quartier des affaires, et en 1931, une inondation emporte ce qui reste d'immeubles sur les berges de la rivière.
Après la Seconde Guerre mondiale, la ville est morte, il n'y a plus un seul habitant. Le repeuplement intervient quand des autochtones du village voisin de Kokrines s'installent dans les maisons abandonnées.
En 1973, Ruby est reconnue comme ville de second plan. Un dispensaire, un réseau d'eau et des écoles sont construits dans les années 1970. Dans les années 1980, des services de téléphonie et de télévision sont accessibles.
En 1998, un prospecteur découvre la plus grosse pépite d'or jamais trouvée en Alaska dans le ruisseau Swift, près de Ruby. Elle pèse environ 9 kilogrammes.

## Démographie
| 1920 | 1930 | 1940 | 1950 | 1960 | 1970 |
| ---- | ---- | ---- | ---- | ---- | ---- |
| 128  | 132  | 138  | 132  | 179  | 145  |

| 1980 | 1990 | 2000 | 2010 | - | - |
| ---- | ---- | ---- | ---- | - | - |
| 197  | 170  | 188  | 166  | - | - |

Les habitants de Ruby sont des Athabascans de langue koyukon issus de la tribu Nowitna-Koyukuk, un groupe nomade qui suivait le gibier au gré des saisons. Il y avait 12 camps de pêche d'été situés sur le fleuve Yukon entre la rivière Koyukuk et la rivière Nowitna. La découverte d'or à Ruby Creek en 1907, et à Long Creek en 1911, attire des centaines de prospecteurs dans la région. De petits villages poussent comme des champignons, Placerville, Poorman, Sulatna Crossing, Kokrines et Long Creek. 

## Topographie
Ruby est situé sur la rive sud du fleuve Yukon. Le village se trouve à la frontière ouest de la Réserve naturelle nationale du Nowitna (Nowitna National Wildlife Refuge) de 6 000 km2 et est l'un des deux villages avec Tanana qui servent de points d'étape pour les expéditions.
Ruby est nommée d'après les pierres de couleur rouge trouvées sur les berges du fleuve, que les premiers prospecteurs ont pris pour des rubis. 

## Climat
Le climat est froid et continental avec des écarts de température extrêmes. En juillet, la température maximale quotidienne moyenne est de 21°C ; en janvier, la température minimale quotidienne moyenne est de –10°C. Des minimales de –40°C sont courantes en hiver. Les précipitations annuelles sont en moyenne de 43 cm, dont 170 cm de neige. La rivière est gelée de la mi-octobre à la mi-mai.

## Transports et tourisme

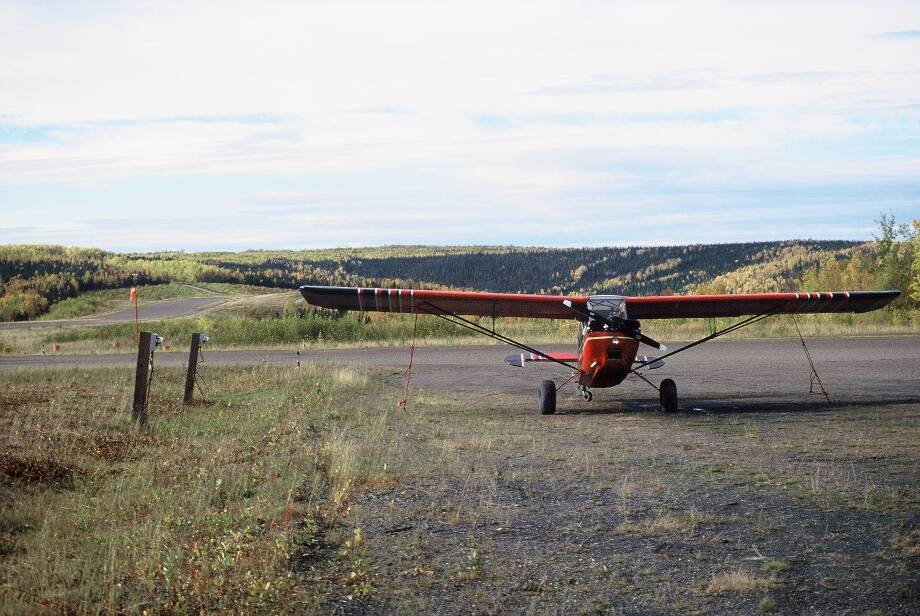
Aérodrome de Ruby

L'accès au village se fait uniquement par bateau en été, par motoneige en hiver, ou par avion. Il n'y a pas de route. 

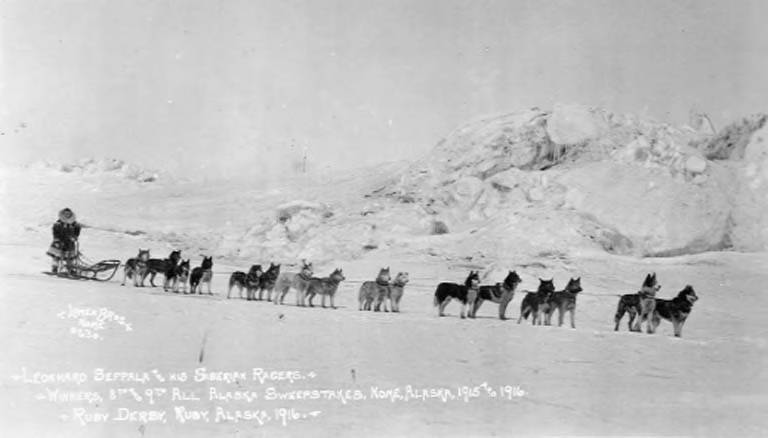
Équipage de chiens de traineau en 1916, victorieuse à la 9e course de chiens de traineau d'Alaska

Le village fournit des services de base aux habitants qui naviguent sur les rivières voisines et sert également d'étape à la course de chiens de traîneau Iditarod Trail. Tous les deux ans, le village de Ruby s'anime et les mushers, journalistes et bénévoles, font revivre le village le temps du mois de mars
Ruby est la porte de départ à des excursions en rivière, des séjours de pêche sauvage, de chasse, d'observation de la faune et de photographie animalière. Une expédition en canoë populaire consiste à partir de Sulatna Crossings, que l'on atteint depuis Ruby par le chemin de Placerville, et à remonter la rivière Sulatna jusqu'à la rivière Nowitna. La Nowitna mène jusqu'au Yukon, le voyage est long de 370 km.

## Sources et références
- (en) Actualités de Ruby